# チャニング・ポロック
チャニング・ポロック（Channing Pollock, 1926年8月16日 - 2006年3月18日）は、アメリカ生まれの奇術師。「鳩出し」の演目で有名。
アメリカのカリフォルニア州サクラメントで生まれたポロックは、同州のロサンゼルスにある奇術の学校「チャベツ・スクール」へ入学。とても優秀な成績で卒業した後、プロとして活躍した。
彼の人気を決定付けたのは「鳩出し」。それまでの常識をはるかに上回るほど多くの鳩を取り出す演技は世界的に有名になり、模倣が急増した。ポロック自身のその演技は、イタリア映画"THE EUROPEAN NIGHTS"(邦題『ヨーロッパの夜』1961年公開)で見ることができる。
1960年代から1970年代のスライハンド・マジシャンはすべてポロックの影響を受けたとされる。
その後、何作かの映画に俳優として出演した。
晩年は、同じく鳩出しで有名な日本人奇術師・島田晴夫のマネジャーを勤めた。